# 俄羅斯入侵烏克蘭時間軸 (2022年2月至3月)

俄罗斯入侵乌克兰的动态地图（参见可交互的俄乌战争详细地图）

本条目主要列出2022年俄羅斯入侵烏克蘭在2022年2月至3月的过程。

## 2022年2月
俄罗斯军队主要从四个方向進攻乌克兰：俄軍从白俄罗斯出發，朝基輔方向進攻，此為烏克蘭北線戰場；俄軍从俄罗斯出發，朝哈爾科夫方向進攻，此為烏克蘭東北戰場；俄軍从頓涅茨克人民共和國和卢甘斯克人民共和国向西進攻，此為烏克蘭東線戰場；俄羅斯軍隊從克里米亚半島向北進攻，此為烏克蘭南線戰場。

### 2月24日

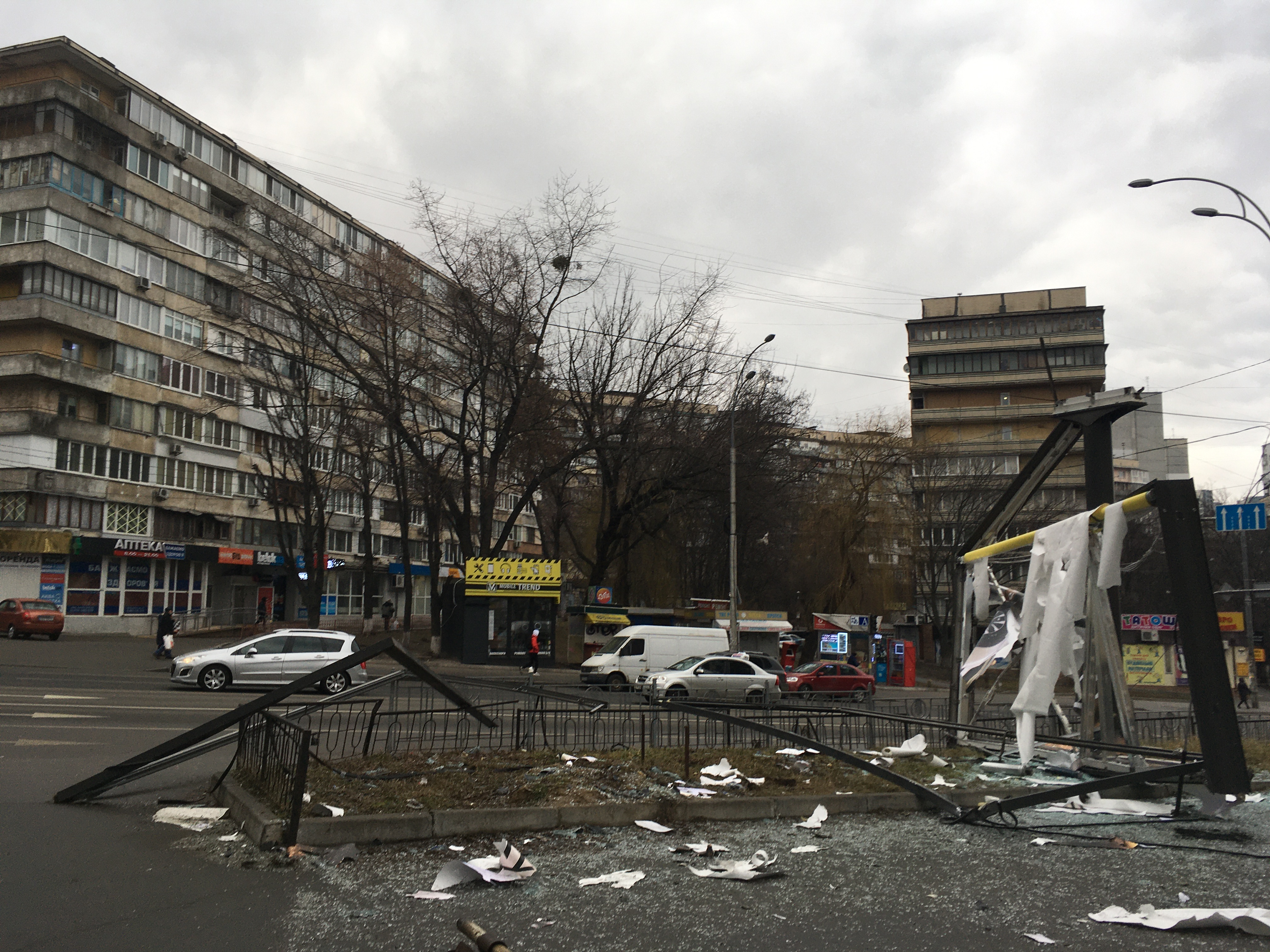
被导弹摧毁的基輔建筑物

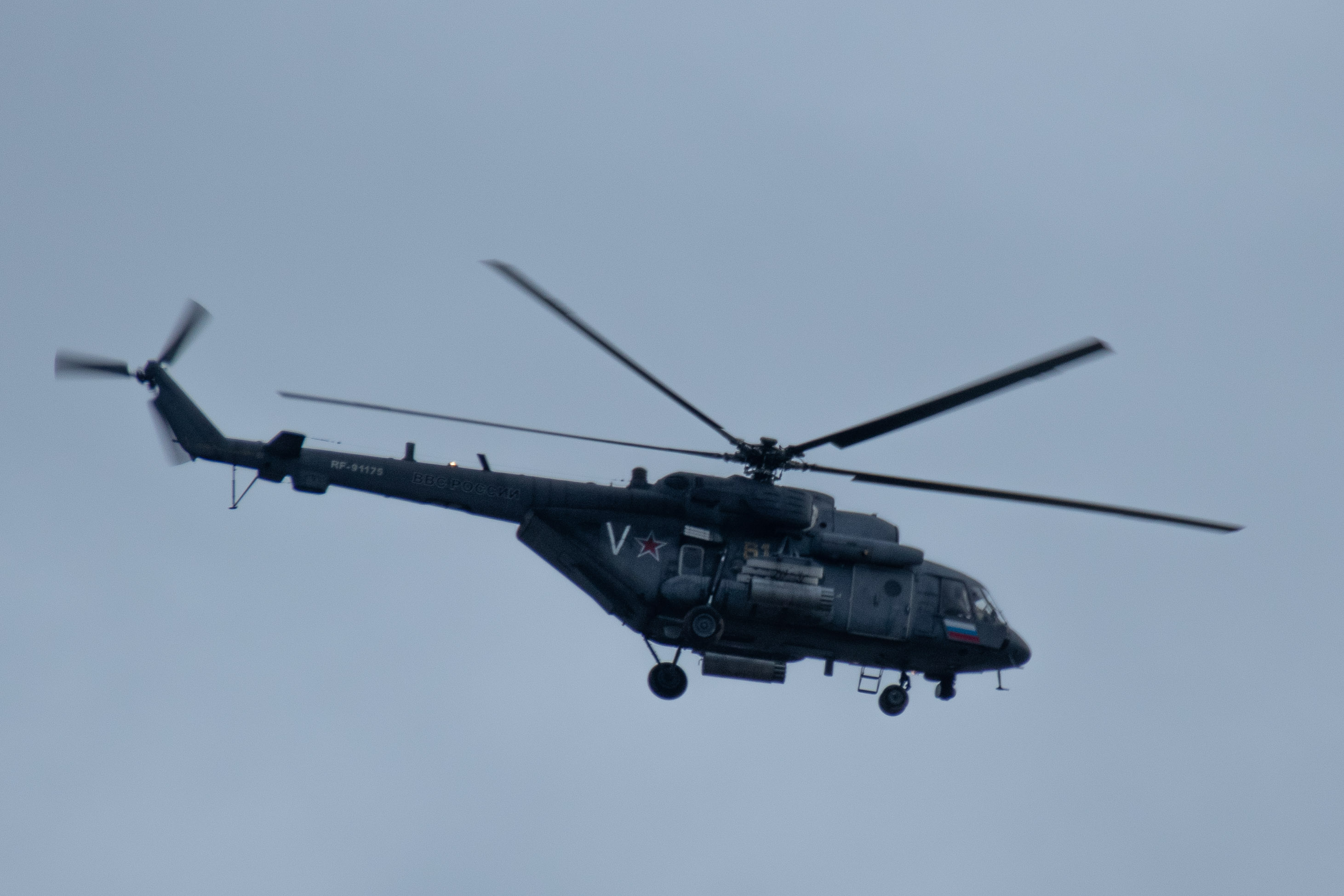
俄罗斯入侵前在白俄罗斯的俄罗斯直升机

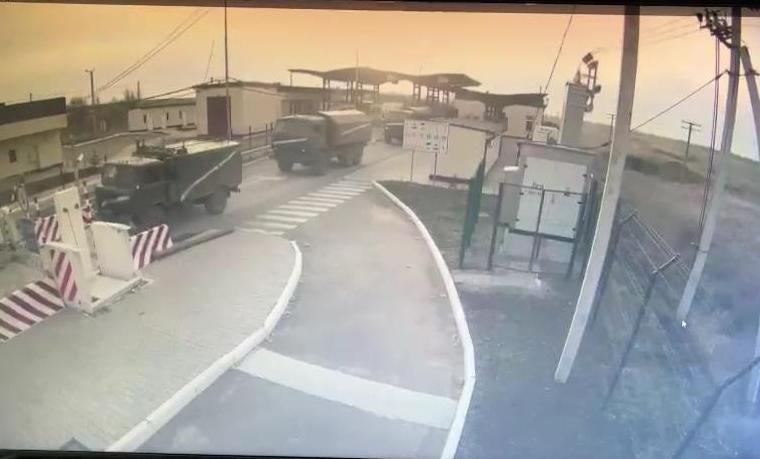
閉路電視拍攝到俄羅斯軍隊進入烏克蘭的一刻

莫斯科時間清晨6時整（烏克蘭時間清晨5時整），俄罗斯總統普京宣布了一項「以烏克蘭非軍事化和去纳粹化」為目標，以及阻止乌克兰政府对本国人民实施种族灭绝的「特殊軍事行動」。普京在講話中聲稱他沒有計劃佔領烏克蘭領土，並稱他支持烏克蘭人民的自決權。普京还呼吁乌克兰士兵放下武器。幾分鐘後，乌克兰基輔、哈爾科夫、敖德薩和頓巴斯傳出炮火聲。烏克蘭官員說，俄羅斯在乌克兰敖德薩登陸部隊，並向乌克兰基輔、哈爾科夫和第聶伯羅的機場和軍事基地發射巡航導彈和彈道導彈。由於事態發展，烏克蘭東部空域禁止民用航空使用，歐洲飛航安全局將整個地區劃為活躍衝突區。
根據烏克蘭國務部長安東·格拉先科发言，在乌克兰当地时间6時30分之後，俄羅斯軍隊朝对乌克兰哈爾科夫进行袭击，並在乌克兰馬里烏波爾和敖德薩進行了大規模的兩棲登陸。烏克蘭邊防部隊亦報告來自乌克兰盧甘斯克、蘇梅、哈爾科夫、切爾尼戈夫和日托米爾以及克里米亞的襲擊。
乌克兰内政部表示，俄罗斯军队占领了卢甘斯克的两个村莊。乌克兰战略通信和战略安全中心表示，乌克兰军队在乌克兰夏斯季耶附近击退了俄軍的一次進攻，并夺回了該地的控制权，反擊使得俄罗斯方面出現近50人的伤亡。乌克兰国防部表示該國在乌克兰卢甘斯克击落了俄羅斯五架飞机和一架直升机。俄方否認這一說法。乌克兰紧急情况部称，乌克兰国民卫队司令部被摧毁。
7時00分，乌克兰總統澤連斯基宣佈在烏克蘭實行戒嚴，同日宣布与俄罗斯断交
7時40分，英國廣播公司援引其他消息來源稱，俄罗斯軍隊從白俄羅斯進入乌克兰。據白俄羅斯總統盧卡申科表示，在開戰前舉行的“联盟决心-2022”俄白联合军事演习結束后，俄方的部分军队驻扎在白俄罗斯南部地區。
乌克兰最高拉达宣布烏克蘭全境進入戰時狀態。基輔地鐵免費開放，而地鐵站將作為防空洞使用。乌克兰波迪利斯克的一个军事設施遭到俄罗斯军队的袭击，造成6人死亡，7人受伤。1人在乌克兰马里乌波尔遇難。另有19人据报失踪。乌克兰丘古耶夫的一座房屋遭到俄罗斯炮擊，有人員受伤。俄羅斯對乌克兰敖德萨州的轟炸造成18人死亡。
9时40分左右，乌克兰攻擊俄羅斯的乔特基诺。俄方表示无人受伤並且壓制了烏方的進攻。
10時，烏克蘭當局表示，烏克蘭擊退了俄羅斯對乌克兰沃倫州的進攻。10時30分，乌克兰国防部表示已收復乌克兰马里乌波尔和夏斯季耶。據稱有6架俄罗斯飞机、2架直升机和数十辆装甲车被摧毁。俄罗斯否认自己有任何飞机或装甲车被摧毀。俄軍佔領了乌克兰安托諾夫機場。
11時，俄軍攻入乌克兰維利恰。日托米爾州的烏軍遭到轟炸。
11時30分，俄罗斯对乌克兰基辅、敖德萨、哈尔科夫和利沃夫等地发动第二波导弹襲擊。
11時32分，烏克蘭軍官瓦列里·扎盧日內表示，白俄罗斯向烏克蘭发射了4枚弹道导弹。乌克兰武赫萊達爾的一家医院遭到轰炸，造成4名平民死亡和10人受伤。两艘俄罗斯軍艦試圖奪取多瑙河三角洲附近的蛇岛。乌克兰内政部长的一名顾问表示，俄罗斯军队从白俄罗斯进入了烏克蘭境內切尔诺贝利核电站的周圍地区，很快控制了切尔诺贝利核电站。与此同时，俄军自克里米亚半岛推进并控制了克里米亚北部运河沿线。
16時18分，乌克兰基辅市长维塔利·克利奇科宣布宵禁，时间为22:00至次日7:00。
22時，俄軍佔領蛇島，乌军奪回安托諾夫機場。
据俄罗斯卫星社莫斯科24日报道，俄罗斯国防部发言人伊戈尔·科纳申科夫少将对媒体表示，烏克蘭國家安全局正在按照「白头盔」组织路人皆知的样板摆拍平民伤亡，实施挑衅。科纳申科夫说：“我愿意特此强调，俄罗斯军队不对乌克兰城市（平民区域）实施军事打击，乌平民不受任何威胁。”一架载有14人的乌克兰军用飞机在基辅附近坠毁，造成至少5人死亡。
為了阻止俄軍繼續推進，烏軍第35陸戰旅工兵維塔利·斯卡昆犧牲自己炸毀海尼切斯克大橋，其後獲頒「烏克蘭國家英雄」榮譽。

### 2月25日
基辅时间凌晨12点左右，乌克兰内政部宣布将禁止所有18-60岁乌克兰男性公民离开乌克兰境内，当前仍在试图离开的公民将会在边境检查站被拒绝。泽连斯基在随后宣布进行全国总动员90天。
烏克蘭總統澤連斯基指稱，目前烏克蘭士兵已經137死116傷，此外另有民眾0死200傷。
4時左右，基辅发生两次爆炸。乌克兰内政部官员表示，这些爆炸來自於俄方發射的巡航导弹和弹道导弹。乌克兰政府表示，他們在基辅上空击落了一架俄軍戰机，該戰機隨後坠毁在一座住宅楼附近。据CNN报道，从跳伞抛掉的座舱盖为乌空军的达瓦蓝色及雷达罩看出，其为乌克兰空军的Su-27。随后乌克兰内政部副部长叶甫根尼·叶宁（Evgeny Yenin）承认，乌克兰一架苏-27战斗机于周五凌晨在基辅上空被击落。

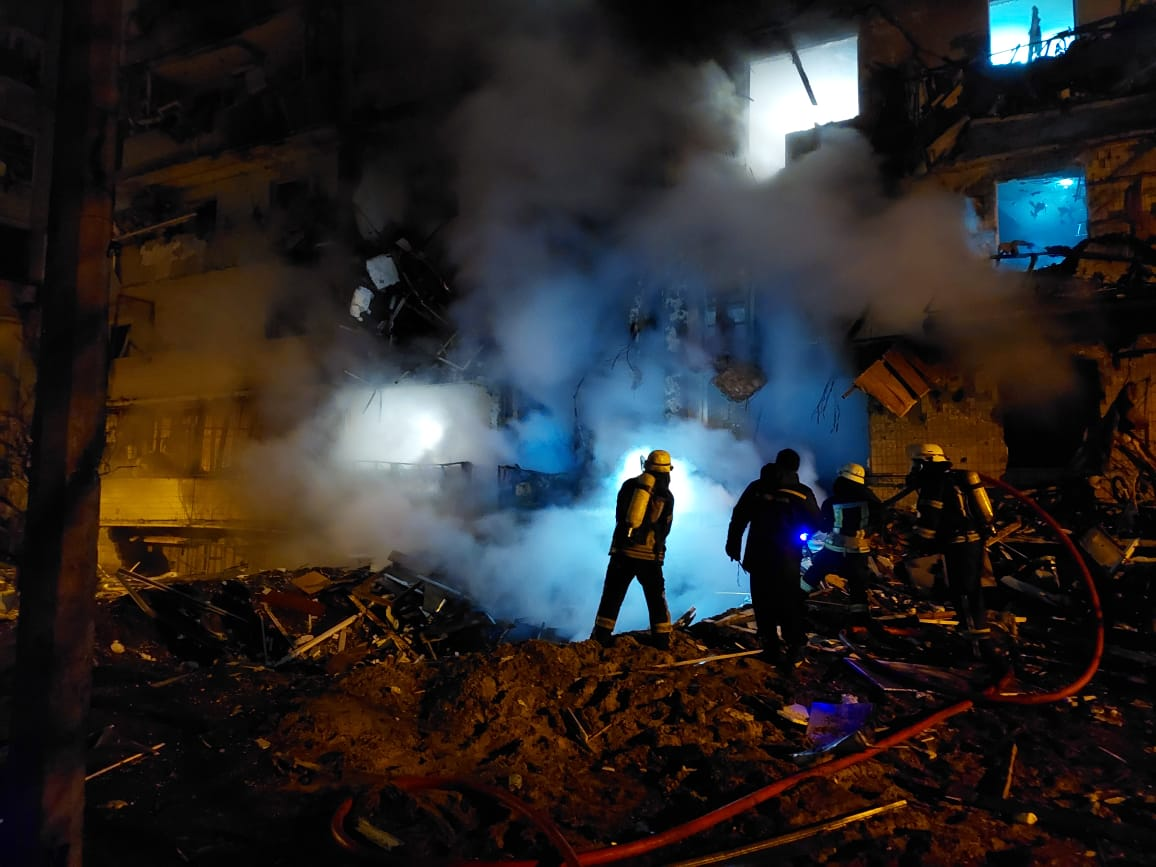
2月25日，基辅的一座公寓楼被炮击后的情景

当地时间25日清晨，俄军机械化部队正在由切尔诺贝利地区向乌克兰首都基辅进发。据中央廣播電視總台记者消息，俄军坦克已抵达基辅周边，乌军炸毁基辅附近一座桥梁。泽连斯基在首都基辅发表视频演说，警告俄罗斯的目的是针对他与家人的斩首行动，承诺将与家人和战士一起留在首都。泽连斯基表示：「我的家人是第二个目标。他们想在政治上通过摧毁国家元首来摧毁乌克兰。我会留在首都。我的家人也在乌克兰。」
8时20分，俄罗斯的一支战斗机群接近基辅。基辅市政府敦促所有市民前往避难所。

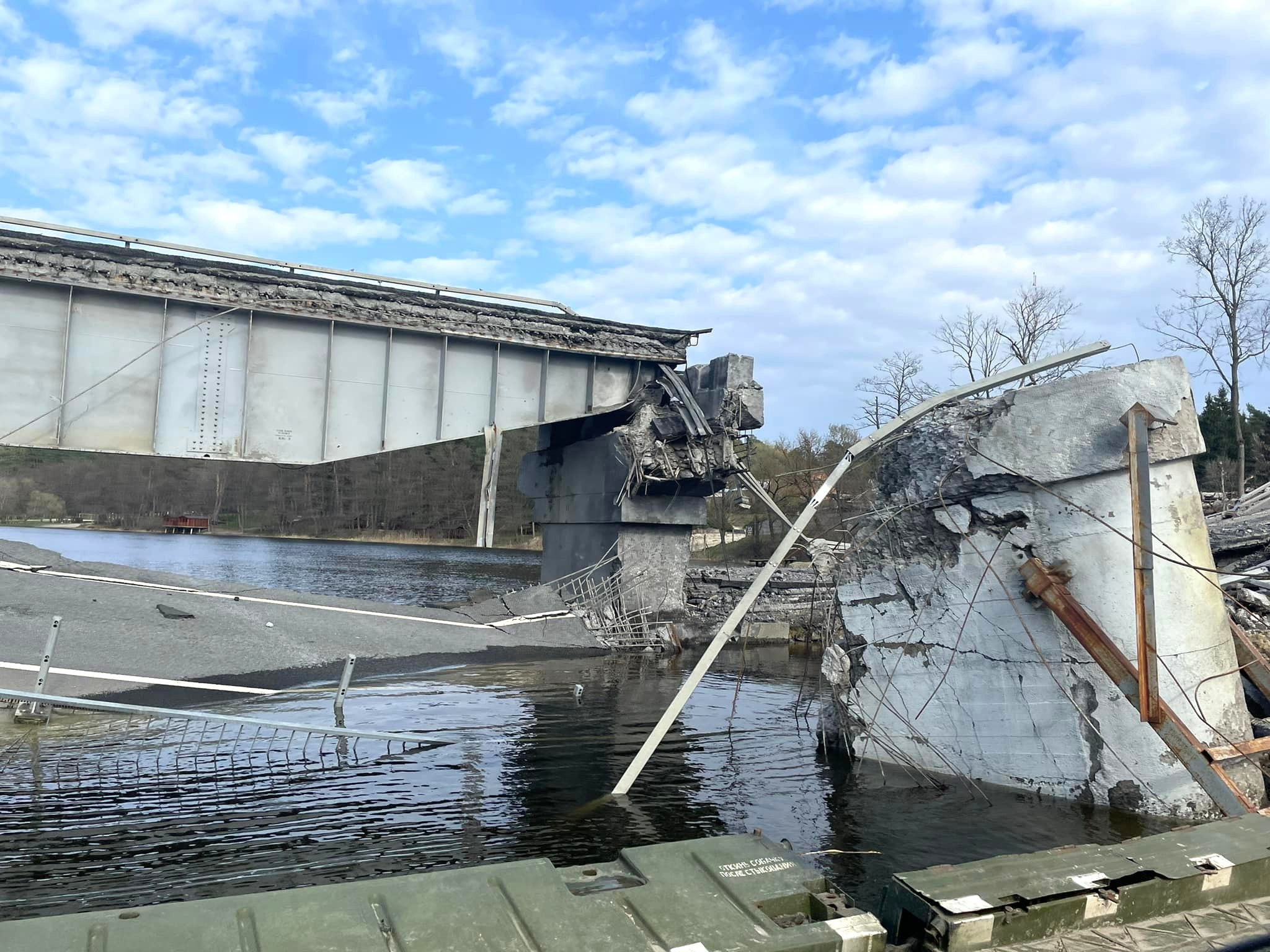
俄羅斯入侵烏克蘭後在蘇梅造成的破壞

凌晨1点39分，据报道進攻苏梅的俄罗斯军队已从苏梅地区撤退。25日中午，乌克兰国防部发布消息称，俄军缴获两辆乌军军车后，正伪装成乌军沿着高速進入基辅，試圖進行斬首行動。乌克兰国防部同時表示，俄罗斯军队已进入距离基輔市中心仅有9公里的奥波隆。俄罗斯国防部发言人科纳申科夫表示，俄武装部队已摧毁乌方118个地面军事基础设施。
据俄罗斯卫星网报道，俄罗斯联邦武装力量在基辅郊区的霍斯托梅爾机场地区成功实施空降行动。俄罗斯国防部发言人伊戈尔·科纳申科夫向记者表示，俄军部队封锁了乌克兰城市切尔尼戈夫。乌克兰军官則称烏军成功在切尔尼戈夫附近击退俄罗斯军队。
俄总统新闻秘书佩斯科夫下午声明，普京准备派俄罗斯代表团前往明斯克与乌克兰代表团进行谈判。他介绍，俄罗斯代表团将包括国防部、外交部和克里姆林宫的代表。但根據紐約時報的說法，俄罗斯總統普京拒绝与乌克兰总统泽连斯基会谈，并明确表示它已決意要推翻澤連斯基政府，外交部长拉夫罗夫称澤連斯基政府是由新纳粹和西方主导的政府。
直到晚間，俄羅斯仍無法建立對烏克蘭領空的空權，美國分析人士曾預測，在敵對行動開始後這種制空權將很快發生。烏克蘭的防空能力可能因俄羅斯的襲擊而下降，但仍有辦法持續運作。俄烏雙方軍用飛機仍持續在烏克蘭上空飛行。烏克蘭官員聲稱自入侵開始以來，他們已擊落了10架俄羅斯噴氣式飛機和7架直升機。目前尚不清楚這些數字是否準確。
烏克蘭朝俄羅斯的米勒洛沃空军基地發射導彈，並對俄方空軍基地造成一定程度毀損；烏克蘭軍方稱此次飛彈攻擊成功摧毀了俄軍2架蘇－30戰鬥機。據報導這次襲擊是為了回應俄羅斯軍隊對烏克蘭城市的砲擊。
聯合國表示，俄罗斯入侵乌克兰以来，已造成至少127名平民伤亡，其中25人死亡。

### 2月26日
凌晨，瓦西里基夫战役爆發。
基辅周围在30分钟内发生了超过48起爆炸，俄軍和烏軍在特洛伊希纳北部的CHP-6发电站附近交戰。基輔動物園以及舒利亚夫卡也出現了戰鬥。
俄罗斯联邦常驻欧盟代表弗拉基米尔·奇佐夫表示，俄罗斯不打算留驻乌克兰，他們将在军事行动后撤军。
乌克兰总统泽连斯基拒绝了美国准备帮助其撤离基辅的请求，他说：“我需要的是弹药，而不是搭车”。他還在基辅发布了一个自己的视频，重申他将继续保卫乌克兰。泽连斯基在视频中说：
乌克兰人民，现在我注意到国内流传着很多虚假消息，称我呼吁我们的武装部队放下武器并且谈论撤军。让我把事情说清楚。我们在这里，我们没有放下任何武器，我们要保卫我们的国家。这是因为我们的武器是我们的真理，而我们的真理在于这是我们的土地，这是我们的国家，我们的孩子，而我们要捍卫这一切。这就是我想告诉你们的。荣耀属于乌克兰！
早晨，一架在赫尔松地區低空巡弋的俄羅斯蘇愷-25戰鬥機被烏克蘭士兵持肩扛式防空飛彈擊中，但未能成功擊落該入侵戰機，隨後該戰機迅速飛離該地區。
乌克兰军方人士当天在社交媒体上称，烏克蘭軍隊在基辅第二大公路勝利大道上成功擊退了俄羅斯軍隊發起的攻勢。烏軍還擊退了俄軍對尼古拉耶夫的進攻。
烏克蘭國防部表示一架試圖降落在基輔，且載有俄羅斯傘兵的伊尔-76运输机在白采尔科维附近被乌克兰军队击落。另有报道俄乌两国军队正在基辅以南35公里处的瓦西里科夫镇镇中交火，并有人员受伤。
美联社表示，在基辅的夜间战斗中，有数百人伤亡；位於基輔西南部距離西科斯基紀念機場約1.5英里處的一棟住宅大樓遭俄羅斯導彈擊中，造成建築內至少6位平民受傷，部分桥梁和学校被損毀。俄罗斯国防部聲稱俄軍已占领梅利托波尔，英國部長詹姆斯·希佩則對俄方說詞提出了質疑。
英國天空新聞報導，此前曾報導俄羅斯稱烏克蘭總統澤倫斯基拒絕與莫斯科當局談判，這項說法遭烏克蘭總統辦公室顧問駁斥，並表示烏克蘭可以聽取停火協商，但不接受俄羅斯「最後通牒」的態度與做法；烏克蘭一份聲明指出:「這將被視為企圖破壞烏克蘭，迫使烏克蘭接受絕不可能接受的條件」。
据NetBlocks核实，俄罗斯在上午9时左右封锁社交媒体推特。
俄羅斯國防部發言人表示，俄军已经成功击中了821处乌克兰军事设施、87辆坦克和其他目标。美聯社表示他的說法無法核實。烏克蘭衛生部長在基輔表示，俄羅斯的進攻已造成198人死亡，1000多人受傷。基辅的Okhmatdyt儿童医院遭到攻擊，一名6岁男孩死亡，多人受伤。泽连斯基顾问表示，自开战以来已有3,500俄军士兵死伤。乌克兰军方声称在切尔尼戈夫州炸毁了一個为俄罗斯军队运送柴油的由56辆坦克組成的車隊。英国表示大部分俄军距基辅市中心30公里远。
路透社表示，乌克兰南部和东部等地区的互联网中断。
基辅市长表示，从26日下午5点到28日早上8点繼續实施宵禁，警告在此期间外出的任何人都将被视为敌人的破坏以及侦察组织。乌克兰内政部表示，俄罗斯军队已进一步向埃涅爾戈達爾和札波羅結核電廠推进。
一艘载有20名船员的日资货船以及一艘摩尔多瓦船隻在黑海被俄罗斯攻擊。
烏克蘭總參謀部表示，俄罗斯在进攻切尔尼戈夫和哈尔科夫遇阻後，直接绕过这些城市继续向基辅推進。
當天烏克蘭駐土耳其大使館發布了一段視頻，顯示由烏克蘭武裝部隊操作的土耳其製TB2拜拉克塔軍用無人機空襲了一支在赫爾松地區移動的的俄羅斯軍用車輛隊伍，摧毀了多輛牽引著火炮的運兵卡車。
从當天晚上6:00至次日早上6:00，哈爾科夫實施宵禁。

### 2月27日
希腊總理證實，10名希臘僑民在马里乌波尔附近因俄羅斯導彈空襲而喪生，另有六人受傷，其中一人為孩童。
哈尔科夫郊外的一条天然气管道被俄罗斯炸毁，該市的一栋九层住宅楼被俄羅斯炮擊，造成1名婦女死亡。瓦西里基夫附近的一个油库被导弹击中后起火。基輔國際機場也遭到轰炸。盧甘斯克人民共和國控制的罗韦尼基的一座石油碼頭被烏克蘭導彈擊中。
新卡霍夫卡市長表示俄軍已入侵該市。同時俄罗斯军队攻入烏克蘭第二大城市哈尔科夫，在市中心與烏克蘭軍隊發生激烈交火與巷戰。據一份烏克蘭士兵所記錄的影像資料顯示其所屬部隊成功擊退了一支俄羅斯輕型武裝車隊，後多輛輕型武裝車輛及車內武器物資遭撤退的俄軍拋棄並由烏克蘭軍隊所繳獲。与此同时，俄罗斯坦克开始向苏梅推进。
早間，俄羅斯代表團抵達白俄羅斯準備與烏克蘭進行會談。尽管乌克兰不满意会谈地点，泽连斯基强调，俄罗斯一直在从白俄罗斯方向对乌克兰进行一些攻击，因此他只愿意在对他的国家「没有表现出侵略」的地方进行会谈，并提出应在华沙、布拉迪斯拉发、布达佩斯、伊斯坦堡和巴库进行的建议。但乌克兰表示，他将派代表团与俄罗斯代表团在白俄罗斯举行会谈。泽连斯基还表示，他与白俄罗斯总统亚历山大·卢卡申科有過電話溝通，亚历山大·卢卡申科表示他不会将白俄罗斯军队派往乌克兰。
俄罗斯国防部宣布，俄罗斯军队已经完全包围了赫尔松和别尔江斯克，此外还占领了海尼切斯克和赫尔松国际机场以及摧毀烏克蘭975處軍事設施。下午早些时候，哈尔科夫州州长表示，乌克兰军队已完全重奪對哈尔科夫的控制。庫皮揚斯克被俄軍控制。泽连斯基的顾问表示，别尔江斯克被俄罗斯军队佔領。来自克里米亚的俄罗斯主力部队向北推进至扎波罗热。
普京当日下令国家核威慑力量进入高度戒备状态。
下午，据乌克兰媒体报道，世界最大的飞机AN-225在霍斯托梅尔机场被俄军摧毁。
在基輔西方的日托米爾有一支拖曳重型軍火的俄軍車隊遭烏克蘭的TB2拜拉克塔軍用無人機轟炸，並成功摧毀了俄軍至少兩部搭載山毛櫸地對空飛彈之履帶車輛及周遭多輛裝甲運兵車。
据NetBlocks核实，俄罗斯封锁社交媒体脸书。
卫报表示，俄罗斯军队在布恰和伊尔平被击退。

### 2月28日
一位美国官员表示，白俄罗斯准备派遣军队进入乌克兰，支持俄罗斯的入侵。《基辅独立报》转述了未透露姓名的白俄罗斯反对派记者的匿名报告，称白俄罗斯伞兵将被部署，可能是在基辅或日托米尔地区。
马里乌波尔周围的战斗持续了整个晚上。
英国国防部表示，大部分俄罗斯地面部队仍在基辅以北30多公里处，并在霍斯托梅尔机场受到乌克兰人的抵抗而行动迟缓。他还表示，切尔尼戈夫和哈尔科夫附近正在发生战斗，但这两个城市都在乌克兰控制之下。
烏克蘭與俄羅斯代表展開談判，在普里皮亞季河附近的烏克蘭-白俄羅斯邊境舉行。烏克蘭表示談判目標是立即停火，以及俄軍撤離烏克蘭。
俄罗斯国防部宣布攻占了别尔江斯克和埃涅尔戈达尔，此外还有扎波罗热核电站周边地区。然而，乌克兰否认它已经失去了对该核电站的控制。埃涅尔戈达尔市长Dmitri Orlov否认该城市和核电站已被占领。
《泰晤士报》报道称，瓦格纳集团已经从非洲被重新部署到基辅，并被命令在俄罗斯入侵的头几天暗杀泽伦斯基。与此同时，乌克兰和俄罗斯政府都指责对方使用了人体盾牌。
澤連斯基顧問表示，從日托米尔至伊尔平之間的高速公路上，已有200多辆俄罗斯军车被摧毁。乌克兰内政部顾问表示，在俄罗斯當天早上对哈尔科夫的炮击中，有数十名平民丧生，数百人受伤。
当日晚，俄罗斯和乌克兰官员在白俄罗斯边境的首次和平会谈结束。俄罗斯总统助理、俄罗斯代表团团长弗拉基米尔·梅金斯基说：“俄罗斯和乌克兰两国代表团商定近期在波兰与白俄罗斯边境再次举行一轮会谈”。梅金斯基告诉记者：“最主要的是商定继续谈判进程，下一次会谈近期将在波兰与白俄罗斯边境举行。有相应的协议。”。
乌克兰总统泽连斯基当日也发布视频演说批评俄罗斯军队加强了对乌克兰的炮击，以迫使乌克兰政府在举行的会谈中做出让步。泽连斯基表示：「炮击与谈判进程的同步是显而易见的。我相信俄罗斯正在用这种简单的方法试图向我们施加压力。」他劝请普京别再浪费时间，乌克兰不会接受这种策略。

## 2022年3月

### 3月1日

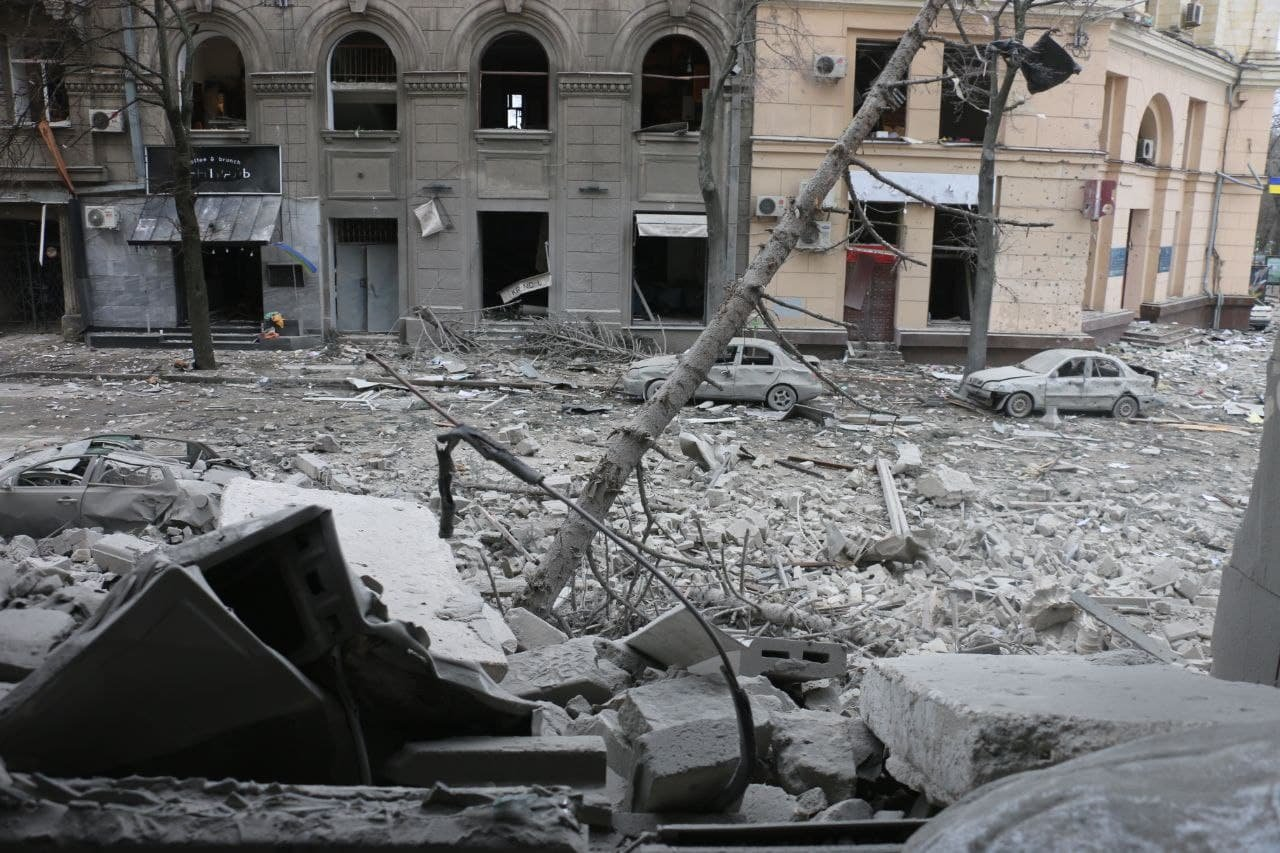
俄军空袭过后，哈尔科夫街头景象

據BBC報導，儘管俄羅斯與烏克蘭近日展開談判，但烏克蘭北部城市切爾尼戈夫及哈爾科夫仍遭到俄軍猛烈砲擊，並造成數十名平民死亡。衛星照片觀察到俄羅斯軍隊正在多條戰線上展開攻擊，但由於遭到烏軍的強力反擊，俄軍在戰線推進的速度已較為放緩。烏克蘭軍隊仍然控制著基輔、哈爾科夫、切爾尼戈夫這三個城市。当日，下午俄罗斯国防部长绍伊古發表聲明，稱俄軍將持續在乌克兰开展「特别军事行动」，直至实现既定目标。

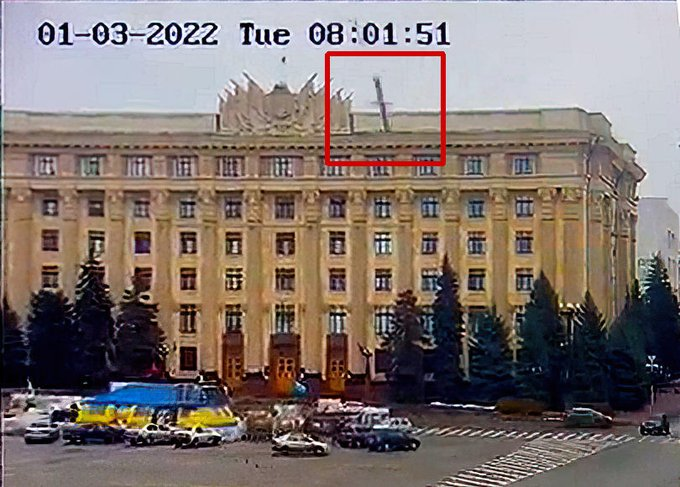
一枚俄軍導彈擊中哈爾科夫自由廣場

苏梅州州长德米特罗·日维茨基表示俄军空袭阿赫特爾卡一处空军基地造成70多名乌克兰士兵死亡。随后，俄方在空袭哈尔科夫的行动中发射一枚导弹，击中自由广场的地方行政大楼，至少造成10名平民死亡，35人受伤。南部方面，赫尔松据报被俄军袭击。乌克兰政府宣布发行战争债券，为军队募资。
乌克兰议会表示白俄罗斯武装部队加入俄方入侵行动，出现首都基辅东北方的切尔尼戈夫州。乌克兰独立新闻社报告33辆军车进入地区。相关说法被美国否认，称未有迹象显示白俄罗斯参与行动。几个小时前，白俄罗斯总统卢卡申科表示不会参战。
俄罗斯国防部宣布精准打击目标遏制“信息站”后，基辅主要电视台的广播基础设施及电台发射站遭导弹攻击，电视频道一度中断传播。乌克兰当局表示袭击造成5人死亡，巴宾亚尔犹太人大屠杀纪念中心附近地区受损。
美国国防部官员表示俄军已占据别尔江斯克和梅利托波尔。

### 3月2日
0点12分左右，据英国广播公司报道，俄罗斯军队已经占领了赫尔松，但這一說法遭到烏克蘭總統顧問的否認，不過赫尔松市长表示該市的確被佔領。
乌克兰武装部队总司令（英语：Commander in Chief of the Armed Forces of Ukraine) 瓦列里·扎盧日內表示，烏克蘭軍隊重夺马卡里夫。
马里乌波尔市长瓦季姆·博伊琴科表示，俄罗斯已从三面包围了马里乌波尔，市内居民区正被俄军“无情”炮击，造成数十名平民死亡。乌克兰顾问阿列克谢·阿列斯托维奇表示乌军正进行首轮攻势，朝霍尔利夫卡推进。
蘇梅州州長日维茨基表示俄罗斯军方于凌晨1点3分进入特罗斯佳涅茨，当天宣告占领。
乌克兰军方报告俄罗斯伞兵团袭击西北方城市哈尔科夫，一处军用医院受袭。
美联社援引一位匿名西方官员的說法，已有超过5,000名俄罗斯士兵被乌克兰军队击毙或俘虏。乌克兰总统顾问告诉路透社，一个乌克兰代表团已启程，準備与俄罗斯进行第二轮会谈。
当地时间17时25分，孟加拉散货船“孟加拉三日地”（Banglar Samriddhi）号在尼古拉耶夫州奥尔维亚港被导弹击中，燃起大火，一名孟加拉籍工程师遇害。
根据俄罗斯及乌克兰新闻媒体引述的社交媒体VKontakte贴文，俄军高级指挥官、中央军区第41合成集团军副指挥官安德烈·苏霍维茨基遭烏克蘭狙擊手擊斃，地点不明，這是自開戰以來俄軍死亡的最高軍階人員。由克里姆林宮支助的《真理報》亦刊登報導證實了蘇霍維茨基的死訊，並稱他是在烏克蘭的一次「特別行動」中遇害。
《乌克兰真理报》引述乌情报部门消息人士，称2014年乌克兰革命后被推翻的亲俄前总统維克多·費奧多羅維奇·亞努科維奇现身白俄罗斯明斯克，有望在基辅落入俄军手中之后被宣布为总统。然而部分分析人士认为普京可能会在乌克兰投降的时候推同样亲俄的维克多·梅德韦丘克担任总统。
俄罗斯外交部长谢尔盖·维克托罗维奇·拉夫罗夫指责北约和欧盟想要发动核战争，警告“第三次世界大战会是毁灭性的核战”。

### 3月3日
在俄烏第二轮会谈中，俄乌双方同意临时停火並开放人道主义走廊以疏散平民。一艘爱沙尼亚货船“赫尔号”（Helt）在距敖德萨16海里的黑海海域被水雷击沉，6名船员生还。另据报道，乌克兰护卫舰薩蓋達奇尼酋長號在尼古拉耶夫港被乌军主动凿沉，以防止其被俄罗斯军队俘虏。
德国联邦经济事务和气候行动部授权向乌克兰提供2700枚面对空导弹。乌克兰最高拉达通过一项法案，允许没收俄罗斯政府或侨民拥有的资产。
俄罗斯国防部宣布占领巴拉克列亚。与此同时，泽连斯基请求直接和俄罗斯总统普京举行会谈，表示两人“是结束这场战争的唯一办法”。美方表示战前集结在乌克兰周边的俄军有90%入境。

### 3月4日

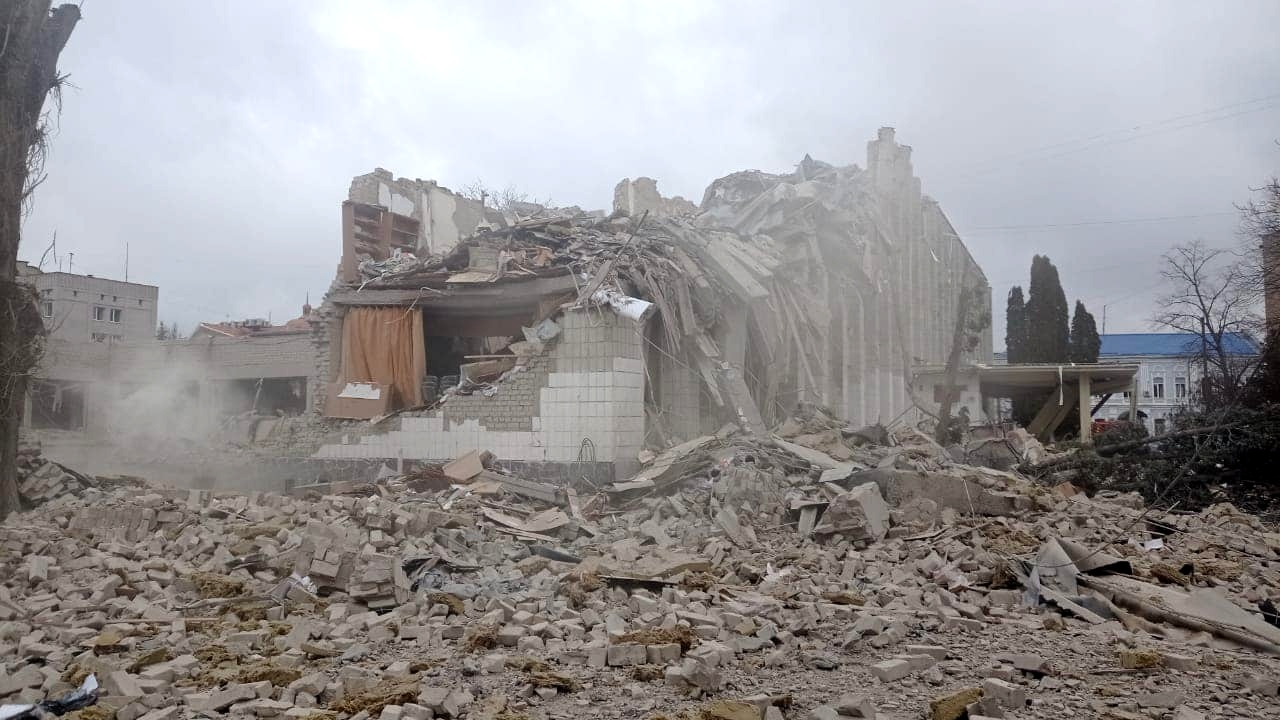
日托米爾的学校在3月4日被空袭

札波羅結核電廠被炸弹击中，一栋不属于反应堆的建筑局部火灾。乌克兰国家核监管局官员表示当地辐射水平没有变化。大火在几个小时后被扑灭。俄军杀害三名乌克兰士兵，占领了核电站。俄国防部代表伊戈尔·科纳申科夫表示袭击核电站的行动由乌克兰破坏组织挑起。乌克兰国家安全与国防事务委员会秘书阿列克谢·达尼洛夫表示炮击行动由俄方执行。
北约秘书长延斯·斯托尔滕贝格拒绝乌克兰在国土范围内设立禁飞区的请求，认为相关做法会导致俄罗斯发动全面战争。美方表示俄罗斯再向乌克兰发射500枚导弹，同时俄罗斯基辅车队在基辅以北15英里（24）处。

### 3月5日
在烏克蘭北部大城切爾尼戈夫，一架俄羅斯蘇-34戰鬥機被烏克蘭軍隊擊落，機上的一名飛行員跳傘逃生後倖存並由烏克蘭軍方俘虜，同機的另一名飛行員死亡。另外數棟民房在該架戰機墜毀後遭到嚴重毀損並失火。同日在南部城市尼古拉耶夫州一架俄羅斯戰機被烏軍擊落並墜毀在一處平原。
在距離基輔州約25英里的科扎羅維奇的一處平原，一架低空飛行的俄羅斯米-24雌鹿直升機被烏克蘭軍方持肩扛式防空導彈擊落並墜毀。
俄軍宣布於莫斯科時間10點（格林威治時間7點）停火，並開放马里乌波尔和沃尔诺瓦哈的人道主义通道。允许20万名平民平民在莫斯科时间當天12:00-17:00之間从断水断电的馬里烏波爾撤离。馬里烏波爾市府官員同樣表示，將嘗試進行第二次疏散平民的行動，並且俄烏兩方將在格林威治標準時間10:00至21:00暫時停火。
格林威治時間11點，烏克蘭政府表示，由於俄軍仍持續對馬里烏波爾與沃爾諾瓦卡實施攻擊，出於安全因素該兩個城市的平民撤離行動將暫停。
莫斯科時間18:00（格林威治時間15:00）俄羅斯國防部則指責烏克蘭無意延長停火靜默期，於是恢復對烏克蘭的軍事行動，並繼續進攻馬里烏波爾。
無國界醫生組織的一名高級官員警告，烏克蘭東南部城市馬里烏波爾的情況是「災難性的」，盡速將平民從該市撤離至關重要。烏克蘭外長指責歐盟和北約屈服於俄羅斯的壓力，並表示他們的所作所為與烏克蘭人之前心目中的北約和歐盟的形象大相徑庭。烏克蘭外長表示願意在對話「有意義」的前提下再次與俄羅斯外長拉夫羅夫進行會談。烏克蘭總統顧問表示俄罗斯军队當天占领了布恰和霍斯托梅爾。

### 3月6日
格林威治時間10點，马里乌波尔當局表示將再次嘗試撤離被困之平民。不過在格林威治時間13點39分左右，红十字国际委员会表示，從馬里烏波爾第二次撤離平民的行動失敗。
格林尼治時間14:28左右，哈夫里希夫卡文尼察國際機場被俄羅斯導彈擊中而摧毀。
晚間，一架俄羅斯蘇-25戰鬥機在哈爾科夫市中心上空遭兩枚地對空導彈命中並被擊落。經《基輔獨立報》證實該俄軍戰機是由駐守哈爾科夫的烏克蘭防空部隊所摧毀的。該架戰機為定期轟炸哈爾科夫市之俄軍戰鬥機中隊中的其中一架。據烏克蘭武裝部隊的報告，烏克蘭軍方在過去11天內共擊落了俄羅斯44架戰機與44架武裝直升機。
美国防部官员表示俄军集结军队有95%入境。

### 3月7日
烏克蘭外交部表示，俄羅斯的持續砲擊阻礙了平民從基輔、馬里烏波爾、蘇梅、哈爾科夫、沃爾諾瓦哈和尼古拉耶夫等城市的撤離。
上午，俄羅斯宣佈將在烏克蘭多個城市停火，並稱將在基輔、馬里烏波爾、哈爾科夫和蘇梅等地開放人道主義走廊。乌克兰总统泽连斯基抨击俄罗斯开通所谓的「人道主义走廊」的提议，指出大多数本应安全的路线都直接通往俄罗斯或其盟友白俄罗斯。根据俄罗斯提出的人道主义走廊的提议，从六个城市——基辅、哈尔科夫、苏梅和南部城市中心马里乌波尔、沃尔诺瓦哈和梅科拉耶夫的拟建路线中，只有两条最终会到达乌克兰境内。泽连斯基也指出，俄罗斯军队当日还摧毁了用于从战区撤离平民的公共汽车，还为将食物和药品运送到乌克兰南部被围困的马里乌波尔市的道路上埋了地雷。乌克兰总统的发言人Volodymyr Zelenskiy称俄罗斯的提议「完全不道德」，表示乌克兰人应该有权撤离到乌克兰领土。法国总统埃马纽埃尔·马克龙同样指责俄罗斯总统普京在人道主义走廊的提议上「沒有道德」和「虚伪」，因为普京承诺会保护平民，但只让他们能逃往俄罗斯。美国五角大楼在对战争的最新评估中表示，俄罗斯几乎已经投入了为入侵乌克兰而集结的100%的兵力，并发射了超过625枚导弹。
格林威治时间14:00，俄羅斯與烏克蘭進行第三輪會談。
靠近基輔的小鎮霍斯托梅爾鎮的鎮長尤里·普里普科與另外兩名同事在向民眾分發援助物資時遭到俄羅斯軍人槍殺。
烏克蘭軍隊在哈爾科夫展開反攻，並重新奪回了東北部的丘古耶夫鎮和尼古拉耶夫機場。
晚間，駐紮在黑海敖德薩港的烏克蘭國防軍以火箭彈襲擊並摧毀了一艘曾砲擊蛇島的俄羅斯巡洋艦瓦西里拜科號。
乌军表示俄军占领瓦西里夫卡、托克马克和波洛希。尼古拉耶夫州州长维塔利·金表示乌军已重夺尼古拉耶夫国际机场。与此同时，乌军声称在彻夜的反击战中重夺丘古耶夫，同时击杀两名俄军指挥官。
乌国防部表示俄军少将維塔利·格拉西莫夫在哈尔科夫附近被击毙。晚间，日托米爾和切爾尼亞希夫的油库被俄军两枚导弹击中，陷入大火。
俄罗斯政府宣佈取消向不友好国家支付专利费。

### 3月8日
马里乌波尔的平民撤离行动再度中断，乌当局指控俄军瞄准撤离走廊。尽管如此，苏梅州的平民成功撤离，是人道走廊开辟以来的首次。
聯合國難民署表示，烏克蘭的難民人數已達到200萬人。
烏克蘭第二大城市哈爾科夫市遭到俄羅斯大規模空襲，市中心多條道路及大量建築物遭到嚴重破壞。
烏克蘭軍事情報部門表示，烏克蘭軍隊在被圍困的哈爾科夫市附近擊斃了俄軍第41軍團參謀長維塔利·格拉西莫夫少將，這是第二位（未計算被俄方否認陣亡的車臣將軍穆罕默德·圖沙耶夫）在入侵中喪生的俄羅斯高級指揮官。

### 3月9日
乌克兰呼吁西方国家为提供战斗机，帮助他们应对俄军袭击。对此，美国国会推动拜登政府为战机移动提供便利。乌克兰共有200万名难民逃亡。同日，俄軍對蘇梅進行空襲。釀成22人死亡。
烏克蘭表示將嘗試開闢六條人道主義走廊以疏散平民，包括被圍困的東南部港口城市馬里烏波爾。俄羅斯承諾會遵守「沉默制度」停火，使民眾能夠逃到安全的地方。
烏克蘭軍方已在敖德薩建立了軍事防禦陣地並實施宵禁，另一方面展開了對平民的疏散工作。
馬里烏波爾副市長表示，因俄軍持續的炮擊與空襲，已有1200名平民在被圍困的馬里烏波爾市喪生。馬里烏波爾市政府已就地挖掘出一處亂葬崗並埋葬了其中47名罹難者的遺體。

### 3月10日
俄軍空襲馬里烏波爾了一家婦產科醫院，導致醫院建築嚴重毀損並造成三位平民死亡，死者包括一名女童。澤連斯基就此指責俄羅斯犯下戰爭罪。
世界衛生組織表示，自俄羅斯入侵後已記錄到18起俄軍針對醫療設施、救護車和醫療工作者的襲擊事件，造成10人死亡和16人受傷。
烏克蘭軍方參謀部發布報告，表示烏克蘭軍隊正試圖阻止俄軍在烏克蘭東南部地區以及首都基輔郊區的推進。並稱哈爾科夫、奧赫蒂爾庫和切爾尼戈夫仍受到烏軍保護;而烏軍在南部城市馬里烏波爾抵禦俄軍的行動仍在持續，烏克蘭軍方表示其主要目的是為防止俄軍從東南部取得進展。
俄罗斯外交部长拉夫罗夫和乌克兰外交部长库列在土耳其安塔利亚举行会谈，但兩國外長在爭取可能的停火協議上依然沒有取得任何進展。乌克兰外交部长库列会后召开记者会，表示乌克兰在实现停火方面没有取得任何进展，而在南部被围困的马里乌波尔市，俄罗斯方面未承诺在該地建立人道主義走廊。俄罗斯外交部长拉夫罗夫也在会谈后表示，俄罗斯对西方国家的制裁感到厌倦，並否認俄军有空襲馬里烏波爾醫院。不過俄罗斯国防部表示，俄罗斯军队會从每天10:00开始開放人道主义走廊。
在烏俄代表於土耳其進行會談時，俄軍仍持續軍事活動，一支位於基輔東方35公里處、往基輔方向推進的的俄羅斯坦克縱隊在布羅瓦里郊區的E95公路與烏克蘭軍隊發生激烈交火，俄軍多輛坦克被摧毀並被乌軍擊退；烏克蘭軍方表示俄軍第6坦克團的指揮官安德烈·扎哈羅夫上校在該戰中陣亡。
泽连斯基签署法令允许乌克兰政府没收俄罗斯政府和民众在乌克兰的财产，此项法令在3月3日已經由乌克兰国会通过。
美国国防部一名高级官员表示，在基辅的西線戰場，俄罗斯军队又朝基辅市中心推进了约5公里。与此同时在基輔的東線戰場，俄軍距基辅有40公里。。

### 3月11日
俄軍對烏克蘭中部城市第聶伯羅發動三起空襲並造成一人死亡；位於烏克蘭西北部靠近波蘭的盧斯科機場也遭到俄羅斯空軍轟炸，俄軍發言人表示攻擊的主要目標是位於盧斯科機場以南約250公里的另一個西部城市伊萬諾-弗蘭科夫斯克州的軍用機場。
俄羅斯支持的分離主義分子佔領了被圍困的亞速海港口和馬里烏波爾北部的城市沃爾諾瓦卡。
基輔州市長維塔利·克里琴科證實，烏克蘭軍隊在伊爾平、霍斯托梅爾及沃爾澤利正與俄軍展開激烈交戰，並表示基輔已加強對道路及建築的防禦工事。

### 3月12日
烏克蘭東南部城市梅利托波爾市的市長伊萬·費多羅夫遭到親俄分子綁架；烏克蘭外交部發表聲明譴責該綁架事件，並稱劫持平民作為人質的行為已構成了戰爭罪。
俄軍仍持續對擁有大量人口的馬里烏波爾市住宅區進行砲擊與空襲，馬里烏波爾市官員表示民眾的死亡人數正在快速增加，並預估罹難的市民人數可能已將近10,000人。
烏克蘭陸軍司令部表示，烏克蘭軍隊分別在南部地區以及赫爾松的斯卡多夫斯克地區擊落了兩架俄軍卡-52武裝直升機。
澤倫斯基表示，未來與俄羅斯新一輪的談判將可能在耶路撒冷舉行，並連繫了以色列總理納夫塔利·貝內特。

### 3月13日
利沃夫地區軍事管理局表示，凌晨俄軍發射了八枚導彈轟炸了位於亞沃里夫的國際維和與安全中心，利沃夫地方官員表示空襲共造成該中心35人喪生、134人輕重傷。並且在凌晨6點之前俄軍再次對距離波蘭邊境僅12公里的亞沃里夫維和與安全中心發射了約30枚火箭彈。此次襲擊被認為是俄軍自過去的攻擊行動中最接近烏克蘭西部邊境的一次攻擊。
一名為紐約時報工作的美國籍記者兼電影製作人布倫特·雷諾在靠近基輔伊爾平地區的一座橋上遭俄羅斯軍人槍擊身亡。此為第1位在採訪烏俄戰爭中死亡的戰地記者。

### 3月14日
烏克蘭國家緊急部門表示，凌晨位於基輔西北部的一棟住宅樓遭到俄軍炮彈擊中並引發大樓失火，共造成2人死亡、12人受傷。另有15人從大火中獲救，至少63名居民撤離。
位於基輔的安東諾夫飛機工廠遭到俄羅斯軍隊的砲擊。
格林威治時間8:20(台灣時間16:20)，烏克蘭和俄羅斯舉行第四輪會談，雙方代表將以視訊會議的方式舉行會談。
馬里烏波爾市議會表示已有2,187名馬里烏波爾居民死於俄羅斯軍隊的襲擊，並指責俄羅斯軍隊與親俄民兵刻意向住宅區開火。在過去24小時內馬里烏波爾市至少遭到了22次轟炸，馬里烏波爾州立大學13日剛遭到砲擊。
羅夫諾州州長表示，俄罗斯朝該州的一座输电塔發射了一枚导弹，造成19名平民死亡，另有9人受伤。
顿涅茨克人民共和国领导人杰尼斯·弗拉基米罗维奇·普希林表示在頓涅茨克擊落了一枚烏克蘭的OTR-21托奇卡導彈，但導彈碎片波及城市市中心。俄罗斯国防部表示當地有23名平民丧生。烏克蘭軍方否認俄方的指控並質疑俄羅斯自導自演了此次襲擊。作为报复，俄罗斯国防部表示會采取措施摧毁乌克兰的国防工业設施。
美国国防部一名高级官员表示，俄罗斯几乎在所有战线上都停滞不前，但似乎不会停止進攻。
據烏克蘭真理報當天報導，俄羅斯已在敘利亞開設了14個招募中心，專門招募僱傭兵支援烏克蘭戰場。敘利亞人權觀察組織表示，已有4萬名敘利亞人登記加入俄羅斯軍隊。
烏克蘭國民警衛隊支隊的亞速特種部隊表示其隊員在馬里烏波爾擊毀了俄軍6輛裝甲運兵車及1輛卡瑪茲裝甲車，並擊斃了17名格魯烏特種部隊成員。
烏克蘭軍隊擊斃了俄軍第12獨立近衛工兵旅指揮官謝爾蓋·波羅赫尼亞上校。

### 3月15日

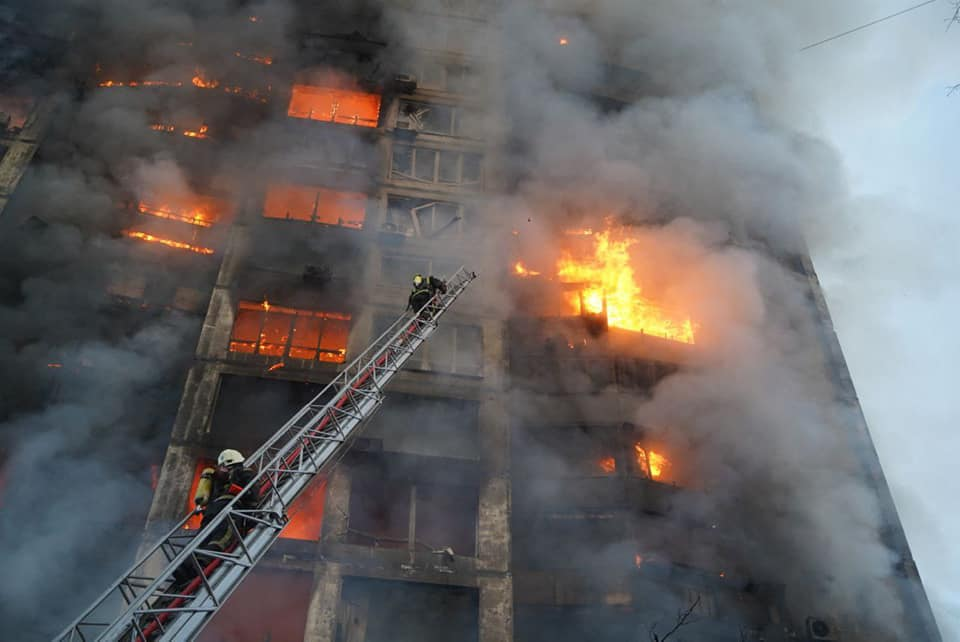
一棟住宅大樓再次遭到俄軍炮彈擊中並引發大樓失火

2022年3月15日凌晨，位於基輔州伊爾平市郊區的一棟住宅大樓再次遭到俄軍炮彈擊中並引發大樓失火，共造成一人死亡及多位居民被困。

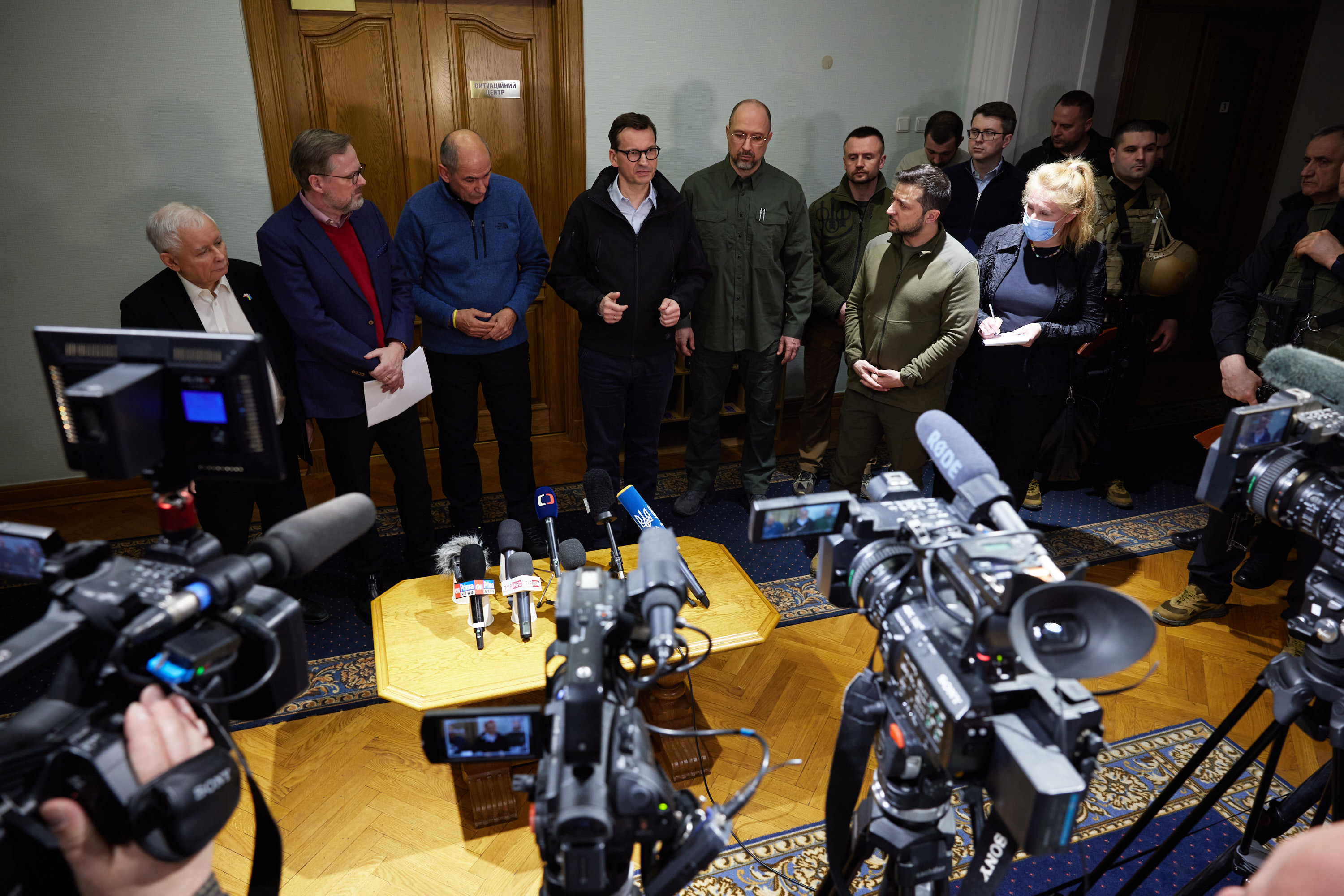
波蘭、捷克共和國和斯洛文尼亞的總理在俄羅斯入侵烏克蘭開始後首次訪問烏克蘭的政府代表團會見了澤連斯基。

捷克、波蘭及斯洛文尼亚總理前往基輔與烏克蘭總統澤倫斯基與總理丹尼斯·什米哈爾會面。
俄罗斯国防部表示，俄罗斯军队已经完全控制了赫尔松州，并稱在过去24小时内击落了6架拜卡「旗手」TB2無人機。
利沃夫州長表示俄羅斯軍隊已從他們一直試圖佔領的地區略微撤退。
晚間，兩枚俄羅斯導彈襲擊了第聶伯羅彼得羅夫斯克機場，機場航站樓及跑道皆遭到嚴重毀損。
烏克蘭與俄羅斯雙方的談判代表仍持續進行會談。烏克蘭總統泽伦斯基表示乌克兰放棄加入北约。基輔市長维塔利·克利奇科宣布基輔從晚上8點開始實行35小時的宵禁。

### 3月16日
烏克蘭軍隊在馬里烏波爾市的戰鬥中擊殺了俄羅斯第150摩托化步兵師指揮官奧列格·米佳耶夫少將，另有七名直屬於俄羅斯總統普京的精銳特警隊成員也一同被烏克蘭軍隊擊殺。自俄羅斯入侵烏克蘭以來俄軍已損失了4名將軍及至少13名高級軍官。
烏克蘭空軍司令部表示，兩架俄羅斯蘇-30戰鬥機在敖德薩被烏克蘭防空導彈部隊擊落，其戰鬥機殘骸及飛行員墜落黑海。同日一架俄羅斯蘇-34戰鬥機於切爾尼戈夫被烏克蘭軍人擊落。
俄羅斯外長拉夫羅夫表示烏俄雙方在談判結果上皆“有希望”能達成妥協協議。
海牙國際刑事法院首席檢察官卡里姆汗和國際刑事法院調查組已抵達烏克蘭，並開始蒐集俄羅斯軍隊戰爭罪罪行的相關證據。
切爾尼戈夫，一隊正在排隊買麵包的平民遭到俄羅斯軍隊開槍射殺，至少10人身亡。同時在马里乌波尔一座收容约1,000名平民的剧院遭到俄軍轰炸。
乌克兰宣布其部队已经开始反攻，目的是击退接近基辅的俄罗斯军队，并繼續在布恰、霍斯托梅爾和伊尔平进行战斗。此外，乌克兰军队还在尼古拉耶夫附近向赫尔松发起了反攻。

### 3月17日
烏克蘭軍隊在第聶伯羅彼得羅夫斯克地區擊落了2架機型未知的俄羅斯戰機。
烏克蘭總統澤倫斯基的顧問奧列克西·阿列斯托維奇表示烏克蘭不會在領土完整上對俄羅斯妥協。
馬里烏波爾市副市長表示，該市目前已毀壞80%至90%，死亡人数已超過2300人，但許多罹難者仍在廢墟或瓦礫堆中，因此死亡人數將可能比預估高得多。
魯比日內和伊久姆被俄軍佔領。

### 3月18日
烏克蘭开通了9条人道主义援助走廊，用來疏散平民，並且之後的24小时内9144人通过这些走廊撤离。4972人从马里乌波尔撤退到扎波罗热，苏梅有4172人撤離。俄罗斯军方表示已縮小了马里乌波尔的包围圈。
深夜，俄軍炮擊尼古拉耶夫一個约有200名烏克蘭士兵驻扎的军营，导致50多名熟睡的士兵死亡。
俄空天军使用匕首导弹打击乌克兰伊萬諾-弗蘭科夫斯克州的一处大型地下弹药库，这是历史上高超音速导弹的首次实战。

### 3月19日
乌克兰武装部队承認俄罗斯军队已完全控制亚速海海岸，另外俄罗斯軍隊在向尼古拉耶夫推進時受阻。
俄軍中將安德烈·莫德维切夫在赫爾松市附近的喬爾諾巴伊夫卡鎮遭烏克蘭軍隊擊斃，這是俄羅斯軍隊折損的第五位將軍。
第一批聯合國援助車隊已抵達烏克蘭東部城市蘇梅，援助物資包括醫療用品、瓶裝水、即食食品和罐頭食品，大約可供應35,000人。
前英國首相布朗與140名學者、律師及政治人物共同簽署了一份請願書，呼籲國際刑事法院建立一個仿照紐倫堡審判的制度以審判俄羅斯領導人物一系列針對烏克蘭平民的戰爭罪行為。
俄軍轟炸了馬里烏波爾的一所藝術學校，轟炸時正有約400位平民在學校內避難。

### 3月20日
烏克蘭總統澤倫斯基表示已準備與俄羅斯總統普京展開談判，並警告如果談判失敗將可能開啟第三次世界大戰。同時泽连斯基签署法令再延长战时状态30天，並且停止11个与俄罗斯有联系的乌克兰反对党的活动。
烏克蘭軍隊在馬里烏波爾附近擊殺了俄羅斯黑海艦隊副司令安德烈·帕利，此為開戰後俄羅斯海軍首位陣亡的高級軍官。

### 3月21日
苏梅的一家化工厂发生氨泄漏。
基辅一家购物中心遭襲，造成至少8人死亡。
俄羅斯國防部發言人伊戈尔·科纳申科夫表示，商場附近被用作彈藥儲存庫。
基辅市长維塔利·克里契科宣布基辅再實施35小时的宵禁（戒嚴），日期為21日20时至23日7时，期間基辅市所有商店、超市、药店和加油站等设施停止运营。
俄乌双方首次进行被俘人员交换，9名俄罗斯军人與烏克蘭梅利托波尔市市长伊萬·費多羅夫同时被释放。

### 3月22日
负责切尔诺贝利隔離区的乌克兰国家机构表示，俄罗斯军队摧毁了切尔诺贝利核电站的一个新实验室。该实验室于2015年對外开放。

### 3月23日
美国高级国防官员表示，乌克兰军队已将俄罗斯军队擊退至基辅以东的前線陣地，並且俄罗斯军队轉而開始在乌克兰东部的顿巴斯地区投入了更多的精力。

### 3月24日
烏克蘭武裝部隊聲稱摧毀了一艘停泊於別爾江斯克港的黑海艦隊大型登陸艦「奧爾斯克號」，另有兩艘俄羅斯船艦因火勢而燒毀。
波羅的海三國的愛沙尼亞、拉脫維亞和立陶宛議會的議長抵達基輔並進行訪問並表達對烏克蘭的支持，立陶宛外長也於同日抵達，並將在利沃夫與烏克蘭外長舉行會晤。
馬里烏波爾的當地官員表示有將近約15,000名烏克蘭平民在非自願的情況下被俄軍強行帶往俄羅斯。
乌克兰与俄罗斯互相交换10名战俘，同時烏克蘭向俄羅斯移交在敖德薩被俘的11名俄羅斯水手，俄羅斯則向烏克蘭移交被俘虜的19名烏方平民船員。
俄羅斯國防部發言人伊戈尔·科纳申科夫表示伊久姆已完全被俄军控制，並且俄羅斯東部軍區司令柴科抵達距離基輔30公里的俄軍前線陣地。不過乌克兰官员否认俄羅斯完全控制伊久姆。

### 3月25日
烏克蘭軍方證實，24日在別爾江斯克港口擊毀的並非是奧爾斯克號，而是另一艘俄羅斯大型登陸艦薩拉托夫號，這艘登陸艦遭襲後發生數次爆炸。
接近16時30分，俄羅斯向文尼察的乌克兰空军指挥中心發射了6枚巡航導彈。
莫斯科當局表示，在乌克兰的第一阶段军事行动基本完成，它正在縮減其在烏克蘭的兵力，並將重點放在烏克蘭東部親俄分離主義分子控制的領土上，因為烏克蘭軍隊正持續反攻以奪回首都基輔以外的城鎮。據俄羅斯國防部表示，截至當天，親俄武裝分子控制了卢甘斯克州93%的面積、顿涅茨克州54%的面積。
當天乌克兰军队繼續对基辅的东面發動反击，並夺回了卢基亚诺夫卡等一些定居点和防御阵地。另外乌克兰在哈尔科夫以东也开始發動反击 。
俄羅斯佔領了斯拉武特奇，並綁架了斯拉武特奇市長尤里·福米切夫(Yuriy Fomichev)。

### 3月26日
基輔州長宣布將宵禁從晚上8點延長至3月28日早上7點，不過27日基辅和基辅州白天不實行戒嚴。
俄羅斯軍艦砲擊敖德薩附近的桑哲卡村。
德國向烏克蘭援助了1500枚Strela防空導彈和100挺MG3機槍，以及800萬小武器彈藥。還捐贈了35萬包食品、50輛醫療運輸車輛和醫療物資。
利沃夫的一个燃料储存设施和一个军事基础设施场所被來自俄羅斯的導彈轟炸。利沃夫市长表示導彈來自俄方控制下的塞瓦斯托波爾。
俄羅斯繼續炮擊基輔西部和东部郊区。斯拉武特奇市民走上街头抗议俄羅斯佔領當地，俄罗斯军方同意在该市没有乌克兰士兵進駐的情况下撤出，不過俄軍在斯拉武特奇城外设立了一个检查站。
乌克兰军方表示他们夺回了特羅斯佳涅茨以及位於胡利亞伊波萊以東的兩個村莊。乌克兰繼續在哈尔科夫以东發動反擊，並奪回了几个定居点，例如維利希夫卡。不過哈爾科夫科學核設施再次遭到俄羅斯砲擊。南奥塞梯总统阿納托利·比比洛夫表示，南奥塞梯已派出部隊前往烏克蘭戰場支援俄羅斯。
土耳其在博斯普鲁斯海峡發現第二枚從俄烏戰場漂來的水雷。

### 3月27日
在巴拉克列亞，俄羅斯軍隊綁架了市政府官員 Serhiy Poltorak 和 Oleh Bludov，可能还包括市長伊万·斯托爾博維。
烏克蘭談判代表表示，烏克蘭與俄羅斯的下一輪談判將在3月28日至30日於土耳其舉行。
一隊俄羅斯破壞和偵察小組企圖利用高速船在敖德薩地區登陸，後遭烏克蘭武裝部隊擊退。
烏克蘭武裝部隊表示在頓涅茨克和盧甘斯克地區摧毀了俄軍12輛坦克及10輛BMP步兵裝甲車，另有約70名敵方士兵遭烏軍殲滅。另外烏克蘭防空部隊在頓巴斯地區上空共擊落了俄軍三架戰機。乌克兰军队继续在哈尔科夫地区附近展開反攻，声称控制了马拉罗汉和维尔希夫卡的大部分地区。
俄羅斯繼續朝盧茨克、哈爾科夫、羅夫諾發射導彈。马里乌波尔再次遭到持续炮击。卢甘斯克人民共和国的武裝部隊声称，乌克兰军队在卢甘斯克地区共损失了60人、6辆坦克和3辆装甲运兵车。
乌克兰国防情报局局长凯里洛·布达诺夫准将表示，俄罗斯看來已無法推翻乌克兰現政府，普京现在正试图按照朝鮮半島那樣分裂乌克兰。烏克蘭總統澤連斯基在接受俄罗斯独立记者采访时表示，烏克蘭政府已准备好接受中立、无核地位，但任何协议都需要在全国公投中获得批准。

### 3月28日
俄羅斯戰鬥機在伊久姆附近被擊落。飛行員被俘。
基辅前线的一些地方仍然被俄罗斯炮击。當天晚些时候，伊爾平市长宣布，乌克兰军队已经完全收复了伊爾平。
當晚，俄羅斯用巡航导弹摧毁了乌克兰羅夫諾地区的一个大型燃料库。

### 3月29日
在扎波羅熱州的羅茲夫卡村，俄羅斯佔領軍逮捕了記者伊琳娜·杜布琴科。她被指控支持和隱藏烏克蘭軍隊。杜布琴科的拘留得到了她姐姐的證實。該女子被帶到頓涅茨克進行“調查行動”。
赫爾松地區委員會副主席索博列夫斯基在臉書上寫道，今天，俄羅斯軍隊綁架了來自人民公僕的赫尼切斯克委員會代表奧列克西·科諾瓦洛夫。他補充說，科諾瓦洛夫在檢查站被捕，因為他在俄羅斯名單上。
烏克蘭總統弗拉基米爾·澤連斯基宣稱俄羅斯軍隊已經撤離伊爾平。美国官员同樣表示俄羅斯從基辅附近撤出一些车辆和士兵。俄羅斯國防部宣布将大幅减少基辅和切尔尼戈夫周边的军事作战行动。美国国防部表示根據觀察到的俄罗斯军队的蹤跡，俄軍從基辅撤离很可能是重新部署至其他地方，而不是真正的撤军。
尽管俄烏进行了谈判，但空袭和地面战斗仍然有增无减。乌克兰军方报告称，他们在該國的东部、东南部和东北部阻止了俄罗斯入侵部队的推進，并在某些地区展開了反击。基辅郊区依然有激烈的战斗，特别是在基輔的西北部和东北部。尼古拉耶夫一栋地方政府大楼遭俄罗斯火箭弹击中，造成12人死亡、33人受伤。當天晚些時候，俄羅斯的别尔哥罗德市外发生了一系列爆炸事件。据俄罗斯塔斯社称，俄罗斯的一个临时军营被乌克兰方面发射的一枚炮弹击中，造成至少四人受伤。

### 3月30日
乌克兰真理报援引法新社的报道称，俄罗斯军队已开始从切尔诺贝利核电站撤离。不過乌克兰国防部表示，他们並没有注意到俄罗斯军队有任何大规模撤离舉動，但个别俄羅斯的軍事小隊為了彌補损失而暫時撤離。与此同时，包括伊尔平周围在內的的基辅郊区、切尔尼戈夫、以及由烏克蘭控制的頓巴斯區域內的马里乌波尔、馬林卡、克拉斯諾霍里夫卡、阿夫迪伊夫卡、利西昌斯克依然有激烈的战斗以及炮击。 

### 3月31日
俄军增加了空袭次数，空袭主要集中在基辅、切尔尼戈夫、哈尔科夫以南的伊久姆和顿巴斯地区。据乌克兰国家核公司Energoatom称，大部分俄罗斯军队已从切尔诺贝利核电站撤離。一名美国官员表示，俄罗斯军队開始從在基辅北部和西北部地区撤出，其中就包括安托諾夫機場。乌克兰军队继续在部分地区发动反击，收复了扎波罗热地区的扎特什什亚、马利尼夫卡、韦塞莱、泽列尼海和切尔沃内以及切尔尼戈夫地区的斯洛博达和卢卡希夫卡。俄罗斯军队声称已经占领了顿涅茨克地区的佐洛塔尼瓦和卢甘斯克地区的日特洛夫卡。红十字国际委员会表示，一支人道主義车队正在前往被围困的马里乌波尔运送援助物资并協助疏散平民。